# Tonnagegewinnermittlung
Die Tonnagegewinnermittlung ist eine Gewinnermittlungsmethode für Gewinne aus dem Betrieb von Handelsschiffen im internationalen Verkehr. Rechtsgrundlage ist § 5a EStG.
Die weit verbreitete Bezeichnung Tonnagesteuer, die auf der in vielen Ländern zur Anwendung gelangenden Tonnage-Tax basiert, ist im Fall Deutschland insoweit nicht ganz korrekt, als es sich um keine eigenständige Steuer handelt, sondern lediglich um eine Methode, den Gewinn pauschal zu ermitteln. Werden die weiter unten aufgeführten Voraussetzungen nicht erfüllt, muss der Gewinn nach § 4 Abs. 1 bzw. § 5 EStG durch Betriebsvermögensvergleich ermittelt werden.
Grundlage der Gewinnermittlung ist die Nettoraumzahl, also die Größe des Schiffes. Weil der Pauschalbetrag weniger als einen Cent pro Tonne beträgt, entsteht in der Regel eine geringere Steuerlast als bei einer Besteuerung nach der sonst üblichen Gewinnermittlung. Diese Steuerlast ist allerdings auch dann zu tragen, wenn aus dem Betrieb des Schiffes real keine Gewinne erzielt werden (→ Substanzsteuer). Gewinne aus der Veräußerung des Schiffes werden über den sog. Unterschiedsbetrag, der beim Übergang zur Tonnagegewinnermittlung festgestellt wird, erfasst.

## Hintergrund
Die Tonnagegewinnermittlung wurde in Deutschland mit dem Seeschifffahrtanpassungsgesetz vom 9. September 1998 eingeführt. Als Ziel der Regelung gab die damalige Bundesregierung die „Stärkung des Schifffahrtsstandortes Deutschland“ (Förderung der Branche und der maritimen Finanzdienstleister) durch Senkung des deutschen Steuerniveaus auf ein internationales Niveau an.
Zuvor wurden die Subventionen an die deutsche Schifffahrtsbranche von rund 100 Mio. DM auf 30 Mio. DM gesenkt und später gestrichen. Der Betrieb eines Handelsschiffs unter deutscher Flagge wurde dadurch weniger attraktiv. Allein in den ersten zwei Monaten des Jahres 1997 wurden rund 50 Handelsschiffe aus Deutschland ausgeflaggt, was einer Jahresquote der Vorjahre entsprach. Die Ausflaggung (oftmals in Länder der Dritten Welt, siehe dazu den entsprechenden Abschnitt) hat für die Reedereien den Vorteil, dass inländische Gesetze (z. B. zur Bezahlung der Beschäftigten) nicht mehr gelten und sich die Regeln nach dem Land richten, in das ausgeflaggt wurde.
Im Gegenzug für die Steuersenkung durch die Tonnagegewinnermittlung forderte die Bundesregierung von den deutschen Reedereien, dass bis Ende 2010 wieder 600 Schiffe unter deutscher Flagge fahren sollten. Die Anzahl von Schiffen unter deutscher Flagge nahm jedoch bis Ende 2014 weiter ab auf nur mehr rund 300 und die Anzahl ausgeflaggter Schiffe stieg auf etwa 2.700.

## EU-Regelung
Die EU-Kommission vereinbarte in der Beihilferegelung von 2004, dass „sämtliche Steuererleichterungen grundsätzlich an das Führen einer Gemeinschaftsflagge geknüpft sein sollten“. Um mit einer geringen Besteuerung nach der Tonnagegewinnermittlung gefördert zu werden, dürfen laut der EU-Regelung maximal 40 Prozent der Schiffe eines Reeders oder eines Landes keine EU-Flagge führen. Kritisiert wurde die deutsche Regierung dafür, die Tonnagegewinnermittlung auch Reedereien zu erlauben auf die dies nicht zutrifft.
Folgende europäische Staaten haben eine Regelung der Tonnagegewinnermittlung: Niederlande, Norwegen, Irland, Spanien, Frankreich, Belgien, Großbritannien, Dänemark, Italien, Finnland, Zypern, Griechenland, Malta und Polen.

## Voraussetzungen
Der Gewinn kann auf Antrag nach der im Betrieb geführten Tonnage (Nettoraumzahl) ermittelt werden. Der Antrag ist formlos beim zuständigen Finanzamt zu stellen. Der Antrag kann nicht zurückgenommen werden und bindet den Eigentümer für zehn Jahre.
Folgende Voraussetzungen müssen erfüllt sein:
- Der Betrieb von Handelsschiffen erfolgt im internationalen Verkehr.
- Beförderung von Personen (z. B. Fähren) oder Gütern (z. B. Container, Massengut)
- Die Geschäftsleitung befindet sich im Inland.
- Die Bereederung (das technische und kaufmännische Management) wird im deutschen Hoheitsgebiet durchgeführt.
- Das Schiff ist in einem inländischen Schiffsregister eingetragen.

Das Führen der deutschen Flagge ist nicht Voraussetzung. Die Besteuerung nach der Tonnage kann daher auch für ausgeflaggte Schiffe in Anspruch genommen werden. Die angestrebte Sicherung von Arbeitsplätzen sowie Know-how wird durch die genannten Voraussetzungen abgedeckt.

## Berechnung
Der Gewinn beträgt pro Tag des Betriebs für jeweils volle 100 Nettoraumzahl (NRZ)
| NRZ    | NRZ        | €    |
| von    | bis        | €    |
| ------ | ---------- | ---- |
| 1      | 1.000      | 0,92 |
| 1.001  | 10.000     | 0,69 |
| 10.001 | 25.000     | 0,46 |
| 25.001 | unbegrenzt | 0,23 |

## Beispiel
Die folgende Berechnung des Tonnagegewinns bezieht sich auf ein Schiff der Kobe-Express-Klasse (Länge ü.a. ca. 294 m, 4.612 TEU, 32.908 Nettoraumzahl):
1.000 × € 0,92/100 + 9.000 × € 0,69/100 + 15.000 × € 0,46/100 + 7.908 × € 0,23/100 = 158,49 € Tonnagegewinn/Tag
Bei 365 Betriebstagen ergibt sich ein Tonnagegewinn von (365 × € 158,49 =) abgerundet € 57.848 im Jahr. Nach dem 2011 geltenden Einkommensteuertarif würde eine Einkommensteuer von € 16.124 entstehen, unabhängig davon, wie hoch der Gewinn in diesem Jahr tatsächlich ist.
Ein Schiff hat grundsätzlich 365 Betriebstage pro Jahr, allerdings erst ab Infahrtsetzung bzw. Charterung des Schiffes. Zudem zählen Tage des Umbaus oder der Großreparatur nicht zu den Schiffsbetriebstagen (siehe unten zitiertes BMF-Schreiben vom 12. Juni 2002).
Wegen der Steuerbefreiungen in § 4 Nr. 2 UStG und § 27 Abs. 1 Nr. 1 EnergieStG ist der Schiffsverkehr praktisch von Umsatzsteuer und Energiesteuer befreit.